# Programa Prefeito Amigo da Criança
O Programa Prefeito Amigo da Criança foi criado pela Fundação Abrinq com o objetivo de auxiliar tecnicamente os prefeitos e prefeitas para que priorizem em suas gestões a criança e o adolescente. 
Na 3ª edição do programa, gestão 2005-2008, participaram 2.263 Prefeitos e Prefeitas de todo o país. 
O programa está na 5ª edição, referente à gestão 2013-2016.
O monitoramento do programa é feito por um sistema informatizado denominado MAPA PPAC onde os gestores municipais deverão informar anualmente dados referentes aos eixos de saúde, educação, proteção social e orçamento criança, para os quais são gerados indicadores de acompanhamento.
Ao final de cada gestão o Programa reconhece os Prefeitos e Prefeitas que mais investiram em ações que resultaram na melhoria das condições de vida das crianças e dos adolescentes e concede o diploma de Prefeito Amigo da Criança e o Troféu Destaque Nacional.